# Woodworth (Louisiana)
Woodworth is een plaats (town) in de Amerikaanse staat Louisiana, en valt bestuurlijk gezien onder Rapides Parish.

## Demografie
Bij de volkstelling in 2000 werd het aantal inwoners vastgesteld op 1080.
In 2006 is het aantal inwoners door het United States Census Bureau geschat op 1130, een stijging van 50 (4,6%).

## Geografie
Volgens het United States Census Bureau beslaat de plaats een oppervlakte van
12,7 km², geheel bestaande uit land.

## Plaatsen in de nabije omgeving
De onderstaande figuur toont nabijgelegen plaatsen in een straal van 24 km rond Woodworth.